# Ари (Италија)
Ари (итал. Ari) је насеље у Италији у округу Кјети, региону Абруцо.
Према процени из 2011. у насељу је живело 482 становника. Насеље се налази на надморској висини од 290 м.

## Становништво
Према резултатима пописа становништва 2011. у општини је живело 1.165 становника.
| 1931. | 1936. | 1951. | 1961. | 1971. | 1981. | 1991. | 2001. | 2011. |
| ----- | ----- | ----- | ----- | ----- | ----- | ----- | ----- | ----- |
| 2.466 | 2.574 | 2.605 | 2.001 | 1.691 | 1.546 | 1.413 | 1.328 | 1.165 |